# Jacques Hillairet
Auguste Léopold Coussillan, genannt Jacques Hillairet (* 31. Juli 1886 in Commentry, Département Allier; † 15. April 1984 in Paris) war ein französischer Historiker. Er hat sich vor allem mit der Geschichte von Paris befasst. Seine zwei Hauptwerke (Connaissance du vieux Paris und Dictionnaire historique des rues de Paris) sind zum ersten Mal 1950 erschienen und seit dem mehrfach neu verlegt worden.

## Biographie
Als sein Vater, ein Postmeister (französisch receveur des Postes), nach Paris versetzt wurde, war Auguste-André 7 Jahre alt. Auch er begann später bei der Verwaltung zu arbeiten: 1910 wurde er in der Telefonzentrale in der Rue de Grenelle angestellt, was ihm zu Beginn des Ersten Weltkriegs die Einberufung zur Abteilung „Funkdienste“ einbrachte. Er wurde zunächst dem Telegraphendienst an der Front am Meer bei Cherbourg zugeteilt, ab dem 10. August 1914 dann der elsässischen Armeeeinheit. Seine Aufgabe war es, in den Verteidigungsgräben die Telefone zu installieren. – Nach dem Krieg blieb er in der Armee.
Zwischen 1924 und 1926 war er Lehrer an der École de cavalerie de Saumur. Anschließend wurde er zunächst dem Kriegsministerium zugeteilt und zwischen 1930 und 1938 im Auftrag des Telefonministeriums in den Libanon (damals unter französischem Mandat) geschickt. Bei der französischen Mobilisierung von 1939 zum Zweiten Weltkrieg wurde er als Colonel eingezogen. Als Kriegsgefangener in Deutschland wurde er 1940 nach Schlesien verlegt. Nach seiner Entlassung 1941 wurde er Pensionär der Armee. Zu jener Zeit wohnte er in Marseille.
Nach der Befreiung Frankreichs ließ er sich in Paris nieder, begeisterte sich nun für die Geschichte der Stadt und organisierte Führungen durch das alte Paris. Für diese Tätigkeit ändert er seinen Namen, «pour que ses petits camarades de l'armée ne se paient pas sa tête» (etwa: damit seine lieben Kameraden sich nicht unnötig den Kopf zerbrechen): Er nimmt den Geburtsnamen seiner Mutter an und nennt sich Jacques Hillairet.
Ab 1951 veröffentlichte Jacques Hillairet auf Wunsch von Jérôme Lindon eine Serie von drei Werken im Verlag Éditions de Minuit in der Sammlung Évocation; 1956 folgten die drei Bände der Reihe Connaissance du vieux Paris. Er ist außerdem an der Entstehung der Serie Évocation du Grand Paris beteiligt, in der vor allem drei Werke des Historikers Georges Poisson veröffentlicht wurden. Der Dictionnaire historique des rues de Paris, der regelmäßig neu aufgelegt wurde, beschreibt die Geschichte, die Monumente und die Ereignisse, die die etwa 5 334 Straßen der Hauptstadt betreffen.
Jacques Hillairet starb 1984 und wurde auf dem Friedhof Père-Lachaise, Abteilung 88, beerdigt.
Er hat mehrere Auszeichnungen erhalten: Offizier der Ehrenlegion, Croix de guerre 1914–1918 (France) und Kombattantenkreuz, er war dreimaliger Preisträger der Académie française, darunter der Grand Prix Gobert. 1957 erhielt er den großen Literaturpreis des Conseil général des Département Seine und 1978 die Médaille de la Ville de Paris.

## Veröffentlichungen
- Évocation du vieux Paris. Vieux Quartiers, vieilles rues, vieilles demeures, historique, vestiges, annales et anecdotes, 3 vol., Éditions de Minuit, 1951–1954, Prix Thérouanne[6] der Académie française 1954,

1. Le Paris du Moyen Âge et de la Renaissance. Le Cœur de Paris
2. Les Faubourgs
3. Les Villages de Paris
- Saint-Germain l'Auxerrois, église collégiale royale et paroissiale, l'église, la paroisse, le quartier, zusammen mit Maurice Baurit, Éditions de Minuit, 1955
- Le Palais du Louvre, sa vie, ses grands souvenirs historiques, Éditions de Minuit, 1955; 1961
- Connaissance du vieux Paris, Le Club français du livre, 1956, Prix Jean-Jacques-Berger des Institut de France, 1957; Neuaufl., Gonthier, 1963 (3 vol.); Le Club français du livre, 1965–1976; éditions Princesse, 1978; Payot/Rivages, 1993; Rivages/Poche, 2005; Payot, 2017, ISBN 2-228-91911-X

1. Rive droite
2. Rive gauche
3. Les Îles et les Villages
- Gibets, piloris et cachots du vieux Paris, Éditions de Minuit, 1956; Neuauflage 1989
- Les 200 Cimetières du vieux Paris, Éditions de Minuit, 1958
- Dictionnaire historique des rues de Paris, 2 vol., Éditions de Minuit, 196; Neuauflage 1985 und 2004
- Le Palais royal et impérial des Tuileries et son jardin, Éditions de Minuit, 1965
- Charonne, notre quartier, avec Lucien Lambeau, Étiolles, 1965
- La Rue de Richelieu, Éditions de Minuit, 1966
- Les Musées d'art de Paris, mit Raymond Cogniat, Aimery Somogy, 1967
- L'Île Saint-Louis, rue par rue, maison par maison, Éditions de Minuit, 1967
- L'Île de la Cité, Éditions de Minuit, 1969
- La Rue Saint-Antoine, Éditions de Minuit, 1970; 1988
- Le Douzième Arrondissement, Éditions de Minuit, 1972
- Les Mazarinettes, ou les Sept Nièces de Mazarin, Éditions de Minuit, 1976
- La Colline de Chaillot, Éditions de Minuit, 1977
- Le Village d'Auteuil, Éditions de Minuit, 1978

## Auszeichnungen

### Militär
- Orden der Ehrenlegion
- Croix de guerre 1914–1918
- Croix du combattant

### Zivil
1990 wurde eine Straße im 12. Arrondissement nach ihm benannt: Rue Jacques Hillairet.